# 680
Năm 680 là một năm trong lịch Julius.